# Colțu Cornii
Colțu Cornii – wieś w Rumunii, w okręgu Jassy, w gminie Grozești. W 2011 roku liczyła 497 mieszkańców.